# Friese Bond
De Bond van Kiesvereenigingen op Christelijk-Historischen grondslag in de provincie Friesland (kortweg: Friese Bond) werd op 24 maart 1898 in Leeuwarden opgericht.
De Friese Bond was niet alleen in Friesland zelf actief. Onder andere in Zuid-Holland waren afdelingen.

## Beginselen
De Friese CH keerde zich tegen de afscheiding (Doleantie) van de gereformeerden uit de Hervormde Kerk. Daarnaast was de Friese Bond in veel sterkere mate anti-rooms dan de andere protestantse partijen. De Friese Bond keerde zich tegen de samenwerking van de gereformeerde ARP met de katholieken.
De Friese Bond legde sterke nadruk op het protestantse karakter van de natie en wees een 'neutrale' staat af. De Bond zag de kerk als een door de overheid ingestelde goddelijke instelling, die in haar ontstaan en bestaan onafhankelijk was van de staat. De overheid moest wel overeenkomstig de Bijbelse normen optreden. De historische ontwikkeling had ertoe geleid dat Nederland een protestantse, hervormde natie was. Het karakter van de staat moest gehandhaafd blijven. De staat was dus niet neutraal, maar 'een Staat met de Bijbel'.
De door Abraham Kuyper, de oprichter van de ARP, aangebrachte scheiding tussen gelovigen en ongelovigen (antithese) werd door de Friese CH afgewezen.

## Voormannen
Voormannen van de Friese CH waren de predikanten Jan Schokking en Philippus Jacobus Hoedemaker. De Friese CH was een predikantenpartij, waarvan Ph.J. Hoedemaker de initiatiefnemer was. Hoedemaker was na predikant te zijn geweest hoogleraar geworden aan de Vrije Universiteit, maar nam in 1887 als zodanig ontslag. De Bond ontstond rond een door Hoedemaker geleid weekblad, 'De Hervormde Kerk'.
De enige vertegenwoordiger van de Friese Bond in het parlement was J. Schokking, die predikant was in het Friese Koudum. Hij werd gekozen in het district Harlingen.

## Fusie
In juli 1908 fuseerde de Friese CH met de CHP en ontstond de CHU. De besprekingen hierover waren in mei 1907 begonnen. Na deze fusie zat de uit de Friese Bond afkomstige predikant Jan Ankerman in de Tweede Kamer. Ook hij werd in het district Harlingen gekozen.